# اوسان

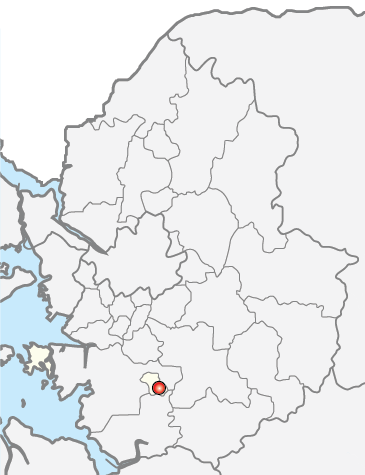
مکان اوسان در کره جنوبی

اوسان (به کره‌ای: 오산)یک شهر در استان گیونگی-دو کره جنوبی است که حدود ۳۵ کیلومتری سئول قرار دارد و جمعیت آن حدود ۱۲۰٬۰۰۰ نفر است.
پنج کیلومتری این شهر محل درگیری اوسان در طول جنگ کره و بین نیروهای ویژه اسمیت (ایالات متحده) و کره شمالی بوده‌است.

## شهرهای خواهر
- هیداکا، ژاپن
- اورومچی، چین
- کیلین، تگزاس، ایالات متحده
- قزوین، ایران